# Hreațca
Hreațca – wieś w Rumunii, w okręgu Suczawa, w gminie Vulturești. W 2011 roku liczyła 382 mieszkańców. 